# Oliver Bimber

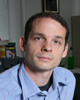
Oliver Bimber

Oliver Bimber (* 1973 in Bad Marienberg) ist ein deutscher Informatiker und Hochschullehrer. Er ist Professor für Computergrafik an der Johannes Kepler Universität (JKU) Linz und leitet das Institut für Computergrafik.

## Curriculum Vitae
Im Alter von 36 Jahren wurde Oliver Bimber zu einem vollen Universitätsprofessor ernannt (2009) und als Leiter des Instituts für Computergrafik an der Johannes Kepler Universität Linz bestimmt. Von 2003 bis 2010 war er als Junior Professor für Augmented Reality in der Media System Science Fakultät der Bauhaus-Universität Weimar tätig. Er erhielt einen Ph.D. (2002) in Engineering von der TU Darmstadt, Deutschland, und man hat ihn 2007 in Informatik an der Technischen Universität München habilitiert. Von 2001 bis 2002 arbeitete Bimber als leitender Forscher am Fraunhofer-Zentrum für Forschung in der Computergrafik in Providence, Rhode Island / USA, und von 1998 bis 2001 war er in Rostock, Deutschland als Wissenschaftler am Fraunhofer-Institut für Computergrafik tätig. Seine früheren Zugehörigkeiten umfassen das IBM T. J. Watson Research Center (New York, USA), das Dundalk Institute of Technology (Dundalk, Irland) und die Fachhochschule Gießen (Giessen, Deutschland).
Bimber ist Co-Autor der Bücher "Displays: Fundamentals and Applications" (2011) mit Rolf R. Hainich und "Spatial Augmented Reality" (2005) mit Ramesh Raskar (MIT). Von 2005 bis 2015 diente er in der Redaktion des IEEE Computer Magazines. Die VIOSO GmbH wurde in seiner Gruppe im Jahr 2005 gegründet. Er und seine Studenten erhielten mehrere Auszeichnungen für ihre Forschung und Erfindungen und haben wissenschaftliche Wettbewerbe, wie den ACM Siggraph Student Research-Wettbewerb (1. Platz 2006 und 2008, 2. Platz 2009 und 2011) und den ACM Student Research-Wettbewerb Grand Final (2006) gewonnen, der zusammen mit dem Turing-Award präsentiert wurde.
Bimbers Forschungsinteressen umfassen Visual Computing und Optik im Rahmen der Next-Generation Display und Imaging-Technologien.